# Science Friday
Science Friday est une émission radiophonique américaine de vulgarisation scientifique diffusée chaque vendredi sur les stations du réseau PRI. Elle est animée, depuis sa création en 1991, par le journaliste Ira Flatow.

Logo de Science Friday

Science Friday est à l'origine une émission du réseau de radiodiffusion public NPR, diffusée au sein du programme Talk of the Nation (en). 